# Richard Veenstra (Dartspieler)
Richard Veenstra (* 10. Juli 1981 in Ossenzijl) ist ein niederländischer Dartspieler.

## Karriere
Veenstra, der in seiner frühen Jugend Fußball spielte, fand im Alter von 25 Jahren durch einen Freund zum Dartsport. In seinem ersten Ligaspiel der DVS, einer Dartsliga in Veenstras Heimatregion Steenwijkerland, erzielte er bereits viermal das Maximum von 180 Punkten. Sein erstes Ranglistenturnier, an dem unter anderem der ehemalige Jugendmeister Pieter Collijn teilnahm, konnte Veenstra direkt gewinnen. Ein Dartsverein in Heerenveen wurde auf den aufstrebenden Spieler aufmerksam, sodass er anschließend in Vereinen der Ligen in Steenwijkerland und Friesland spielte. Nachdem das Team in der Steenwijk-Liga, welches er mit einigen Freunden bildete, aufgelöst wurde, begann der Niederländer, sich auf eine professionelle Dartskarriere zu konzentrieren, sodass er an der niederländischen Super League teilnahm und diese 2014 auf dem 2. Platz beendete. Das erste BDO-Turnier, das Veenstra gewann, waren die Luxemburg Open im Oktober 2014. Wenige Tage später nahm er erstmals an der Qualifikation für eine Weltmeisterschaft der BDO teil, scheiterte jedoch mit diesem Vorhaben. Seine erstmalige Teilnahme am World Masters, dem ältesten noch bestehenden Darts-Turnier, endete im gleichen Jahr nach der Vorrunde. Für den WDF World Cup Pairs erhielt Veenstra 2015 erstmals eine Einladung und bildete gemeinsam mit Wesley Harms das Team der Niederlande. Beide konnten die favorisierten Engländer Scott Mitchell und Mark McGeeney mit 6:3 besiegen und somit den Titel für die Niederlande holen.
2016 qualifizierte sich Veenstra erstmals für eine Weltmeisterschaft der BDO, indem er bei vielen vom Verband organisierten Opens spielte und dort gute Ergebnisse erzielte. Hier schaffte es der Niederländer bis ins Halbfinale, in dem er dem späteren Turnier-Zweiten Jeff Smith knapp mit 5:6 in den Sätzen unterlag. Bei der BDO World Trophy 2016 verlor Veenstra hingegen direkt sein Auftaktspiel gegen den Qualifikanten Tony O’Shea. Es folgte im September 2016 der Triumph mit Landsmann Harms beim WDF Europe Cup gegen Schottland sowie der Sieg im Finale des Einzelturniers gegen Jim Williams. Dennoch endete das Jahr 2016 für den Niederländer enttäuschend, da er sowohl bei den World Masters als auch bei den Finder Darts Masters bereits in der ersten Runde scheiterte. Die BDO-Weltmeisterschaft im darauffolgenden Jahr, für die Veenstra wegen seiner verbesserten Weltranglisten-Position erstmals gesetzt war, endete für Veenstra diesmal nach dem Achtelfinale, in dem er mit 0:4 Sets gegen Danny Noppert verlor. Seinen nächsten Major-Titel gewann Veenstra 2017 bei den German Masters, wo er im Endspiel Yoeri Duijster mit 6:3 besiegte. Veenstra scheiterte indes bei den World Masters erneut in der ersten Runde und schied beim WDF World Cup, dessen Europa-Ausgabe der Niederländer im Vorjahr noch gewann, überraschend ebenfalls in der 1. Runde gegen den Australier Raymond Smith aus. Bei der BDO World Darts Championship 2018 kam Veenstra bis ins Viertelfinale, in welchem er gegen Michael Unterbuchner mit 4:5 Sätzen verlor. Gegen Ende des Jahres 2018 feierte Veenstra größere Erfolge, als er etwa im September sowohl bei den British Open als auch bei den British Classics triumphierte. Einer seiner größten Erfolge ist der Einzug ins Finale des Finder Darts Masters im Dezember 2018. Im Turnierverlauf schlug Veenstra unter anderem Wesley Harms und Jim Williams, ehe er das Finale gegen den amtierenden Weltmeister Glen Durrant verlor. 2019 erreichte er das Achtelfinale der BDO World Darts Championship.
Im darauffolgenden Jahr gewann Veenstra die Dutch Open, das Isle of Man Classic sowie das Luxembourg Masters.
Bei der BDO World Darts Championship 2020 kam Veenstra erneut ins Achtelfinale, in dem er gegen David Evans verlor.
2020 spielte er erstmals die PDC Qualifying School, konnte sich jedoch keine Tour Card sichern. Auch 2021 war er bei der Q-School vertreten, scheiterte jedoch erneut. Bei den WDF World Masters Ende des Jahres spielte sich Veenstra bis unter die letzten 32, unterlag dann aber Nick Kenny. Beim am gleichen Wochenende ausgetragenen World Open war eine Runde früher Schluss.
2023 startet Veenstra erneut bei der Q-School. Ihm gelang dabei an Tag eins der direkte Einzug in die Final Stage, wo er sich schließlich auch über die Rangliste eine Tour Card erspielen konnte.

## Weltmeisterschaftsresultate

### BDO
- 2016: Halbfinale (5:6-Niederlage gegen  Jeff Smith)
- 2017: Achtelfinale (0:4-Niederlage gegen  Danny Noppert)
- 2018: Viertelfinale (4:5-Niederlage gegen  Michael Unterbuchner)
- 2019: Achtelfinale (1:4-Niederlage gegen  Scott Waites)
- 2020: Achtelfinale (2:4-Niederlage gegen  David Evans)

### WDF
- 2022: Halbfinale (2:5-Niederlage gegen  Neil Duff)

### PDC
- 2024: 3. Runde (0:4-Niederlage gegen  Michael van Gerwen)
- 2025: 1. Runde (0:3-Niederlage gegen  Alexis Toylo)

## Turnierergebnisse
| Turnier                     | 2014                       | 2015                       | 2016                       | 2017                       | 2018                       | 2019                       | 2020               | 2021               | 2022               | 2023               | 2024               | 2025              |
| --------------------------- | -------------------------- | -------------------------- | -------------------------- | -------------------------- | -------------------------- | -------------------------- | ------------------ | ------------------ | ------------------ | ------------------ | ------------------ | ----------------- |
| BDO-Major-Turniere          |                            |                            |                            |                            |                            |                            |                    |                    |                    |                    |                    |                   |
| Weltmeisterschaft           | n/q                        | n/q                        | HF                         | AF                         | VF                         | AF                         | AF                 | Verband insolvent  | Verband insolvent  | Verband insolvent  | Verband insolvent  | Verband insolvent |
| World Trophy                | n/q                        | n/q                        | 1R                         | 1R                         | n/t                        | F                          | n/a                | Verband insolvent  | Verband insolvent  | Verband insolvent  | Verband insolvent  | Verband insolvent |
| World Masters               | 3R                         | AF                         | 5R                         | 5R                         | AF                         | 4R                         | n/a                | Verband insolvent  | Verband insolvent  | Verband insolvent  | Verband insolvent  | Verband insolvent |
| WDF-Platin-/Major-Turniere  |                            |                            |                            |                            |                            |                            |                    |                    |                    |                    |                    |                   |
| Weltmeisterschaft           | nicht ausgetragen          | nicht ausgetragen          | nicht ausgetragen          | nicht ausgetragen          | nicht ausgetragen          | nicht ausgetragen          | nicht ausgetragen  | nicht ausgetragen  | HF                 | n/t                | n/t                | n/t               |
| Dutch Open                  | kein Platin-Turnier        | kein Platin-Turnier        | kein Platin-Turnier        | kein Platin-Turnier        | kein Platin-Turnier        | kein Platin-Turnier        | AF                 | n/a                | 7R                 | n/t                | n/t                | n/t               |
| WDF World Cup               | n/a                        | 4R                         | n/a                        | 1R                         | n/a                        | n/t                        | nicht austragen    | nicht austragen    | nicht austragen    | n/t                | n/a                | n/t               |
| WDF Europe Cup              | n/t                        | n/a                        | S                          | n/a                        | 4R                         | n/a                        | n/t                | n/a                | n/t                | n/a                | n/t                | n/a               |
| World Masters               | nicht ausgetragen          | nicht ausgetragen          | nicht ausgetragen          | nicht ausgetragen          | nicht ausgetragen          | nicht ausgetragen          | nicht ausgetragen  | nicht ausgetragen  | 4R                 | n/t                | n/a                | n/t               |
| Finder Masters              | GP                         | GP                         | GP                         | GP                         | F                          | nicht ausgetragen          | nicht ausgetragen  | nicht ausgetragen  | nicht ausgetragen  | nicht ausgetragen  | nicht ausgetragen  | nicht ausgetragen |
| PDC-Ranking-Turniere        |                            |                            |                            |                            |                            |                            |                    |                    |                    |                    |                    |                   |
| Weltmeisterschaft           | nicht teilgenommen         | nicht teilgenommen         | nicht teilgenommen         | nicht teilgenommen         | nicht teilgenommen         | nicht teilgenommen         | nicht teilgenommen | nicht teilgenommen | nicht teilgenommen | n/q                | 3R                 | 1R                |
| World Masters               | nicht ausgetragen          | nicht ausgetragen          | nicht ausgetragen          | nicht ausgetragen          | nicht ausgetragen          | nicht ausgetragen          | nicht ausgetragen  | nicht ausgetragen  | nicht ausgetragen  | nicht ausgetragen  | nicht ausgetragen  | VR                |
| UK Open                     | nicht teilgenommen         | nicht teilgenommen         | nicht teilgenommen         | nicht teilgenommen         | nicht teilgenommen         | nicht teilgenommen         | nicht teilgenommen | nicht teilgenommen | nicht teilgenommen | 3R                 | 4R                 | 3R                |
| Grand Slam of Darts         | nicht qualifiziert         | nicht qualifiziert         | nicht qualifiziert         | nicht qualifiziert         | nicht qualifiziert         | GP                         | nicht qualifiziert | nicht qualifiziert | nicht qualifiziert | nicht qualifiziert | nicht qualifiziert |                   |
| Players Championship Finals | nicht teilgenommen         | nicht teilgenommen         | nicht teilgenommen         | nicht teilgenommen         | nicht teilgenommen         | nicht teilgenommen         | nicht teilgenommen | nicht teilgenommen | nicht teilgenommen | 2R                 | 1R                 |                   |
| Karrierestatistiken         |                            |                            |                            |                            |                            |                            |                    |                    |                    |                    |                    |                   |
| Jahresendplatzierung        | ?                          | 21                         | 14                         | 11                         | 8                          | 3                          | 15                 | 10                 | 21                 | 79                 | 47                 |                   |
| Verband                     | British Darts Organisation | British Darts Organisation | British Darts Organisation | British Darts Organisation | British Darts Organisation | British Darts Organisation | WDF                | WDF                | WDF                | PDC                | PDC                | PDC               |

| Legende zu den Turnierergebnissen | Legende zu den Turnierergebnissen | Legende zu den Turnierergebnissen | Legende zu den Turnierergebnissen | Legende zu den Turnierergebnissen | Legende zu den Turnierergebnissen | Legende zu den Turnierergebnissen | Legende zu den Turnierergebnissen | Legende zu den Turnierergebnissen | Legende zu den Turnierergebnissen |
| --------------------------------- | --------------------------------- | --------------------------------- | --------------------------------- | --------------------------------- | --------------------------------- | --------------------------------- | --------------------------------- | --------------------------------- | --------------------------------- |
| n/t                               | nicht teilgenommen                | n/q                               | nicht qualifiziert                | n/a                               | nicht ausgetragen                 | #R                                | Aus in jeweiliger Runde           | GP                                | Aus in der Gruppenphase           |
| AF                                | Achtelfinalist                    | VF                                | Viertelfinalist                   | HF                                | Halbfinalist                      | F                                 | Turnierfinalist                   | S                                 | Turniersieger                     |

## Titel

### WDF
- Silber-Turniere
  - Denmark Masters: (1) 2021
  - Italian Grand Masters: (1) 2021

## Privates
Veenstra ist verheiratet und Vater zweier Kinder. Er lebt auch heute noch in seinem Heimatort Ossenzijl.